# Gambir Kuning
Gambir Kuning is een bestuurslaag in het regentschap Pasuruan van de provincie Oost-Java, Indonesië. Gambir Kuning telt 3068 inwoners (volkstelling 2010).